# Korea Development Bank
Korea Development Bank, Банк развития Кореи — корейский государственный банк, созданный в 1954 году для финансирования развития промышленности Южной Кореи. Имеет отделения и представительства в 19 странах.
Банк осуществляет финансирование проектов в сферах транспорта, электроэнергетики, жилой и офисной недвижимости, а также кредитует малый и средний бизнес. Банк занимает 11-е место по размеру активов пенсионных фондов под его управлением. Основным источником капитала является выпуск облигаций, в том числе на зарубежных рынках.
Основные дочерние компании на 2019 год:
- KDBKDB Asia (HK) Ltd. (Гонконг, финансы)
- KDB Ireland Ltd. (Ирландия, финансы)
- KDB Bank Uzbekistan Ltd. (Узбекистан, финансы, 86,32 %)
- KDB Bank Europe Ltd. (Венгрия, финансы)
- Banco KDB Do Brazil S. A. (Бразилия, финансы)
- KDB Capital Corporation (Корея, лизинг, 99,92 %)
- KDB Biz Co., Ltd. (Корея, услуги)
- KDB Investment Co., Ltd. (Корея, инвестиции)
- KDB Infrastructure Investment Asset Management Co., Ltd. (Корея, управление активами, 84,16 %)
- Daewoo Shipbuilding & Marine Engineering Co., Ltd. (Корея, судостроение, 55,72 %)
- Shinhan Heavy Industries Co., Ltd. (Корея, производство, 89,22 %)
- Samwoo Heavy Industry Co., Ltd. (Корея, производство)
- Daehan Shipbuilding Co., Ltd. (Корея, судостроение, 70,04 %)
- Korea Infrastructure Fund (Корея, инвестиции, 85 %)
- Korea Education Fund (Корея, инвестиции, 50 %)
- Korea BTL Fund I (Корея, инвестиции, 41,67 %)
- Korea Railroad Fund I (Корея, инвестиции, 50 %)
- KDB Venture M&A Private Equity Fund (Корея, инвестиции, 57,56 %)
- KDB Consus Value Private Equity Fund (Корея, инвестиции, 68,2 %)
- Components & Materials M&A Private Equity Fund (Корея, инвестиции, 83,33 %)
- KDB Investment PEF NO.1 (Корея, инвестиции, 99,46 %)
- KDB Value Private Equity Fund VII (Корея, инвестиции, 55 %)
- KDB Sigma Private Equity Fund II (Корея, инвестиции, 73,33 %)
- KDB Asia Private Equity Fund (Корея, инвестиции, 65 %)
- KDB-IAP OBOR Private Equity Fund (Корея, инвестиции, 44,69 %)
- KDB Small Medium Mezzanine PEF (Корея, инвестиции, 73,33 %)